# Громадський транспорт

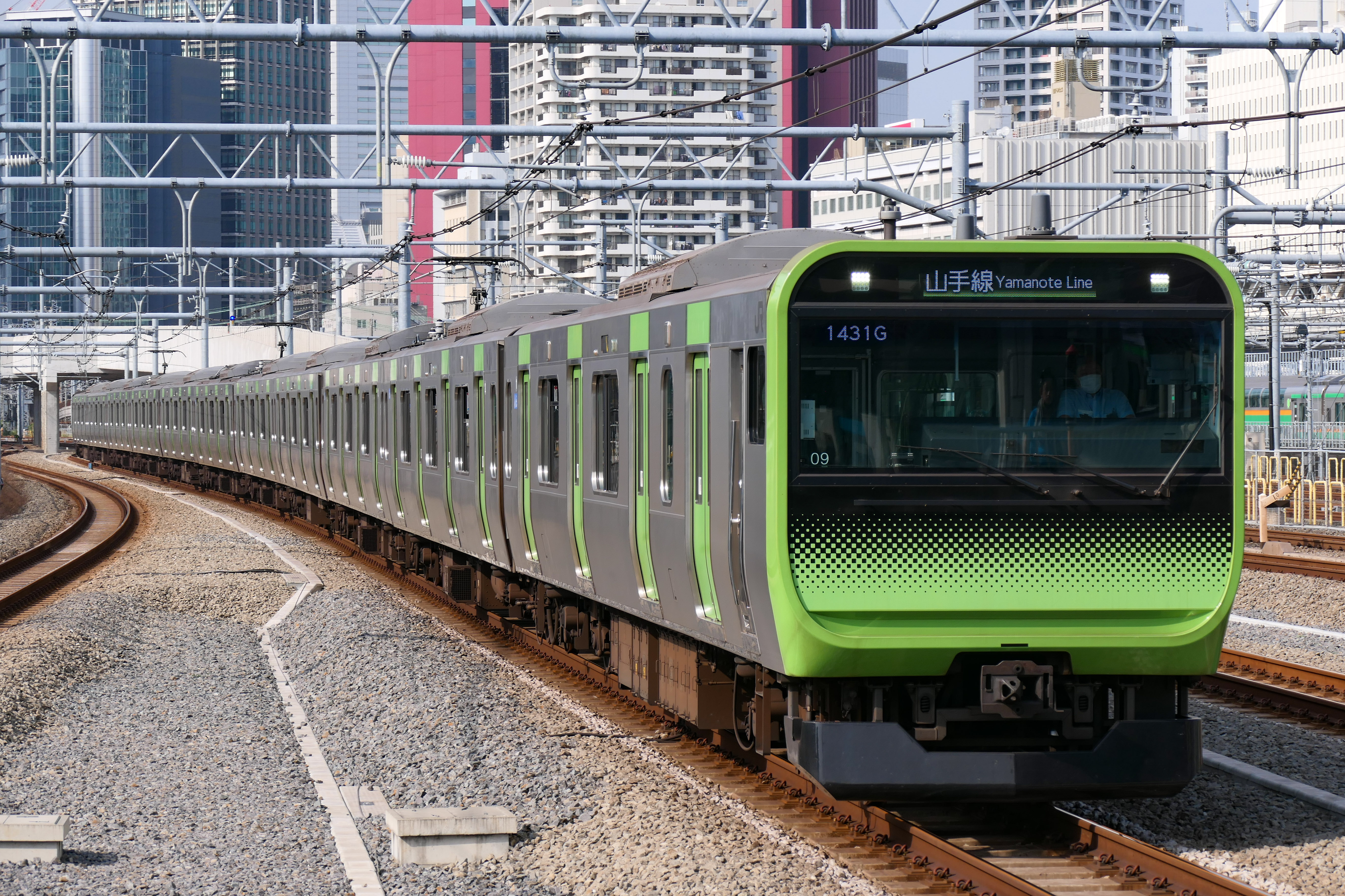
Міська електричка у Токіо

Грома́дський тра́нспорт — це система перевезення пасажирів за допомогою групових поїздок, доступних для використання широким загалом. Громадський транспорт зазвичай рухається згідно з певним розкладом, працює за встановленим маршрутом і передбачає визначену оплату за кожну поїздку або на час чи термін (проїзні квитки тривалої дії). Прикладами міського громадського транспорту є міські автобуси, тролейбуси, електробуси, трамваї, метрополітен, міська електричка та пороми. Для переміщення людей на значні відстані переважають автобуси, залізниця та авіалінії. У багатьох частинах світу розвиваються високошвидкісні залізничні мережі.
Більшість систем громадського транспорту курсують за фіксованими маршрутами з установленими місцями посадки/висадки відповідно до заздалегідь узгодженого розкладу, причому найбільш часті рейси працюють із певним інтервалом (наприклад: «кожні 15 хвилин» на відміну від запланованих на певний час доби). Однак більшість поїздок громадським транспортом включають інші способи пересування, наприклад, пасажири йдуть пішки або використовують автобус, щоб дістатися до залізничної станції.
Міський громадський транспорт помітно відрізняється в Азії, Північній Америці та Європі. В Азії системами громадського транспорту переважно керують приватні конгломерати, що отримують прибуток із торгівлі нерухомістю. У Північній Америці громадським транспортом найчастіше оперують муніципальні органи. У Європі громадським транспортом можуть оперувати, як державні, так і приватні компанії.

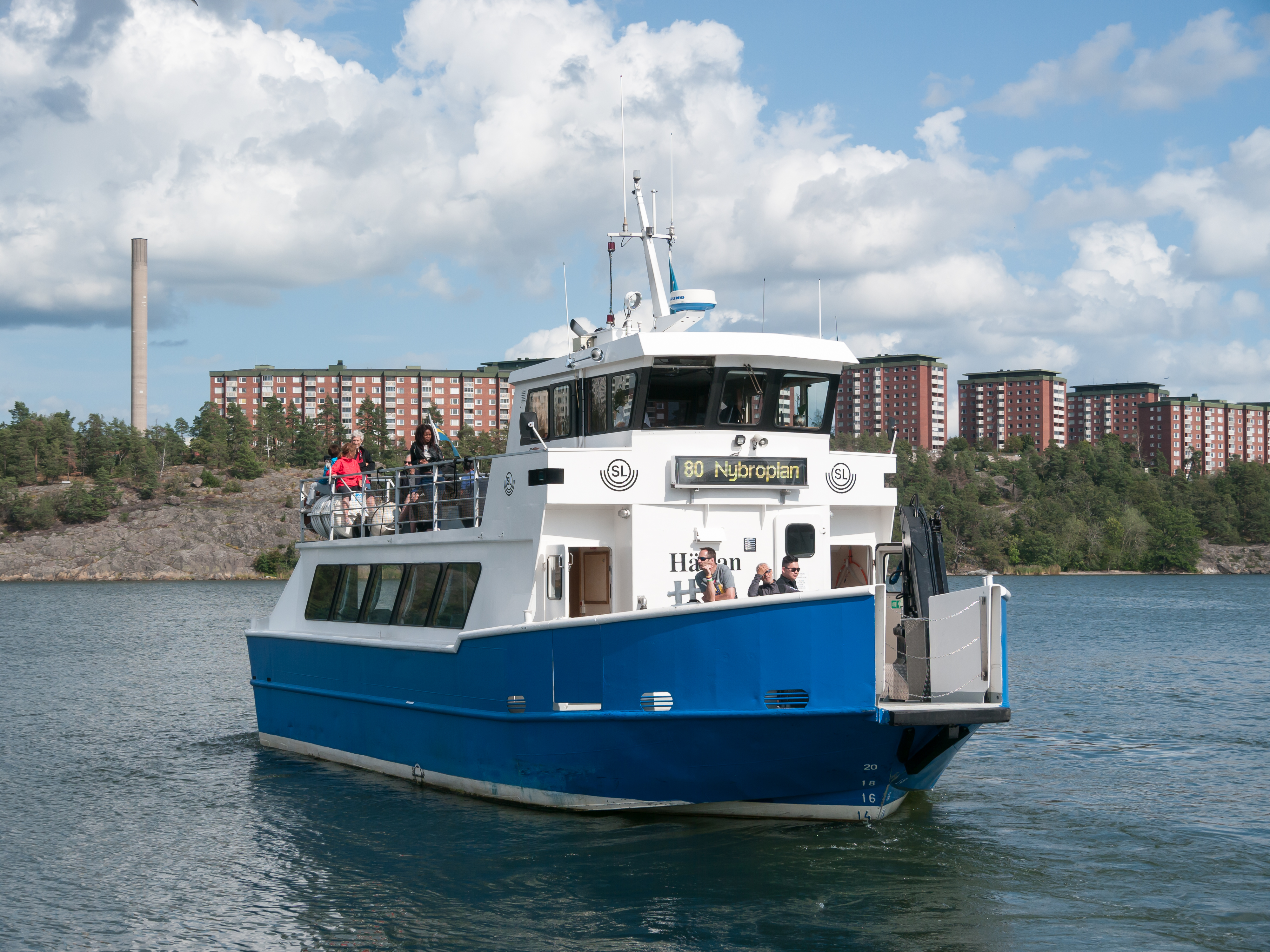
Пасажирський пором, Стокгольм

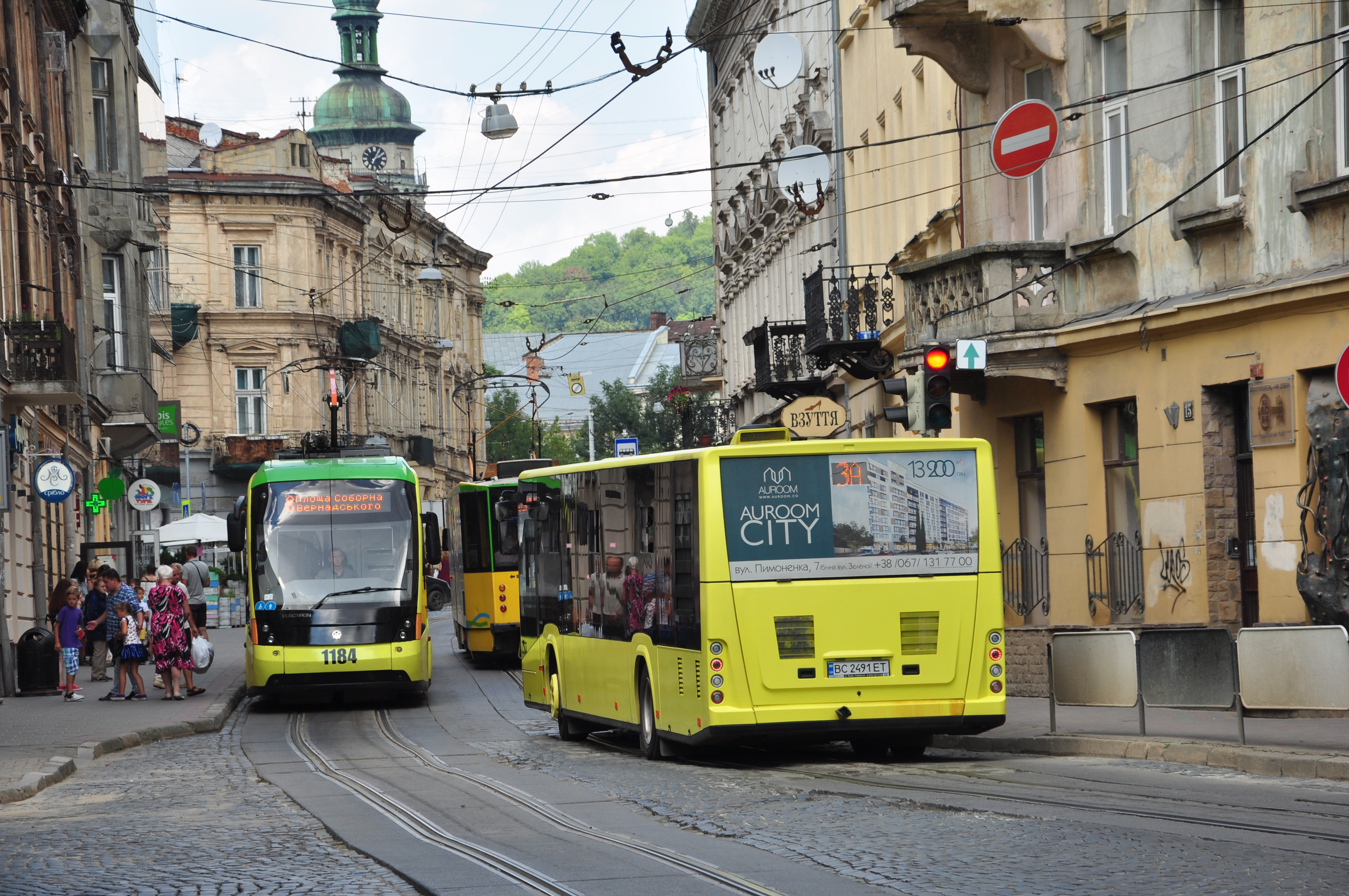
Трамвай та автобус Електрон, Львів

Через географічні, історичні та економічні причини на міжнародному рівні існують відмінності щодо використання та кількості громадського транспорту. У той час як країни Старого Світу, як правило, мають розгалужені системи, що обслуговують їхні старі та густонаселені міста, багато міст Нового Світу мають менш щільний та менш універсальний громадський транспорт.
Для координації роботи щодо розвитку громадського транспорту оператори, органи влади, які приймають політичні рішення, а також представники наукових інституцій та виробників із різних країн світу утворюють Міжнародний союз громадського транспорту, який налічує 3400 членів із 92 країн світу.

## Основні вимоги
Для повноцінного виконання покладених на нього завдань, громадський транспорт повинен відповідати якомога більшій кількості вимог: 
- Розвинена мережа. Маршрути громадського транспорту повинні сполучати максимальну кількість точок притягання між собою та забезпечувати зручні пересадки між різними маршрутами. Зупинки повинні розташовуватися у межах пішої доступності від точок притягання.
- Інклюзивність. Можливість безбар'єрного доступу на зупинки та всередину рухомого складу, що особливо важливо для людей з інвалідністю.
- Екологічність. Рухомий склад повинен якнайменше забруднювати довколишнє середовище шкідливими викидами, а в ідеалі - мати нульовий рівень викидів, що забезпечує використання електротранспорту.
- Швидкість та прогнозованість. Рух громадського транспорту повинен бути швидким, мати чіткий похвилинний графік та стабільні інтервали між рейсами. Рух громадського транспорту повинен якнайменше залежати від часу доби та завантаженості вулиць приватними авто.
- Пріоритет над приватним транспортом, що забезпечується влаштуванням виділених смуг для руху та світлофорним регулюванням на перехрестях.
- Інтеграція з іншими видами міської мобільності. Можливість перевозити всередині рухомого складу велосипед, розміщення перехоплюючих парковок біля зупинок громадського транспорту на міських околицях, інтеграція плати за паркування у систему оплати за проїзд.
- Комфорт. Вентиляція та кондиціонування салону, використання кнопок відкривання дверей пасажирами.
- Інформативність. Забезпечення пасажирів всією необхідною інформацією про роботу громадського транспорту через інформаційні стенди, схеми маршрутів громадського танспорту, мобільні додатки, електронні табло прибуття на зупинках, навігаційне ознакування тощо.
- Зручна система оплати за проїзд, що покриває весь міський громадський транспорт та включає у себе технічні елементи системи (автомати з продажу квитків, валідатори тощо), програмну частину та тарифну сітку з короткотерміновими та довготерміновими варіантами квитків.
- Привабливий дизайн рухомого складу, зупинок та інших складових системи.
- Якісна інфраструктура. Важливою складовою швидкого руху громадського транспорту є якісна інфраструктура - вулично-дорожня мережа, рейки, контактна мережа тощо.
- Якісне обслуговування рухомого складу та інфраструктури, що включає у себе якісні умови праці для персоналу, депо з усім необхідним обладнанням та техніку для обслуговування інфраструктури.
- Фінансування. Наявність у міському бюджеті коштів, необхідних на фінансування всіх перерахованих вище складових.

## Різновиди

### Нерейковий

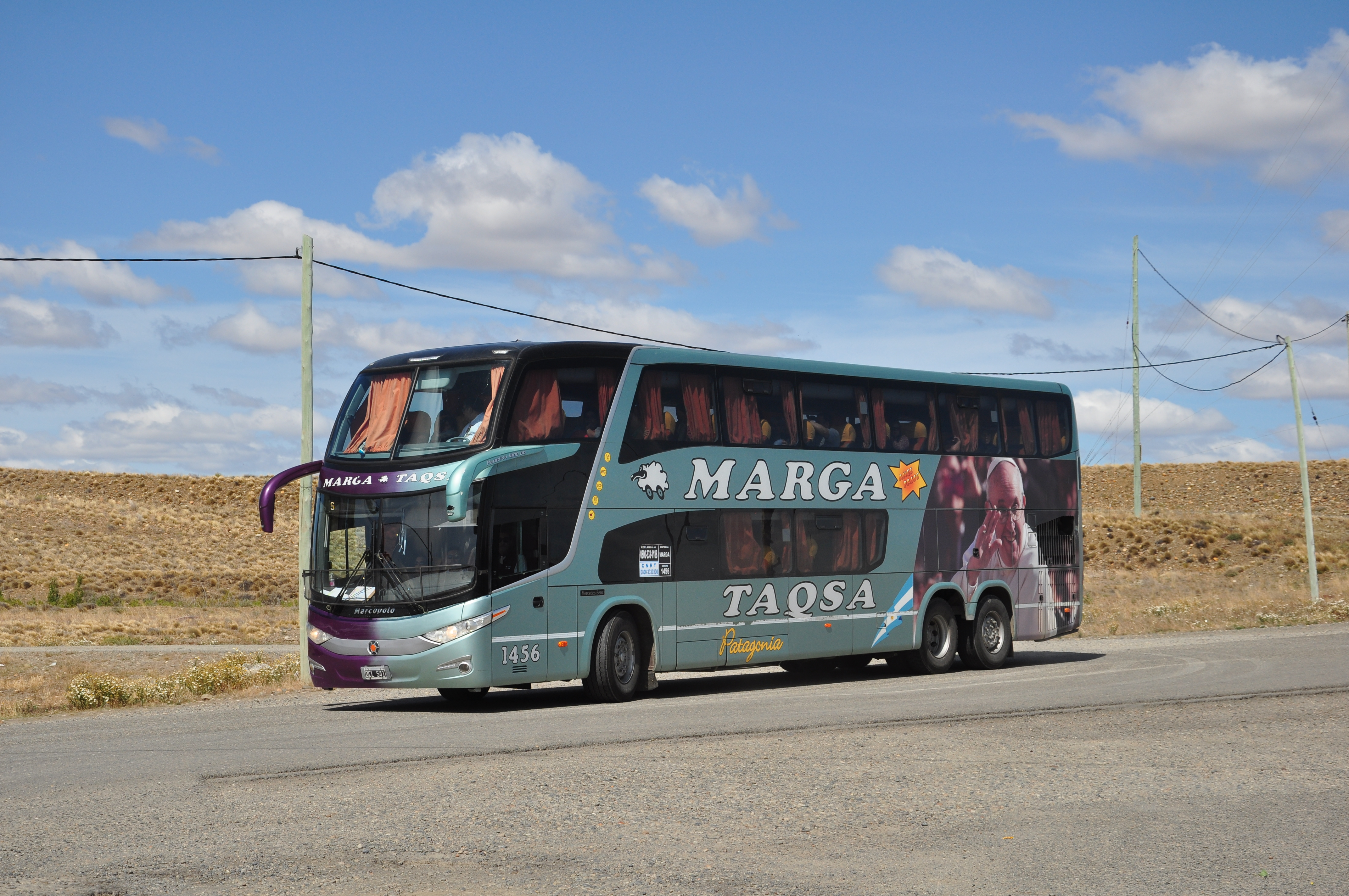
Міжміський автобус дальнього слідування, Аргентина

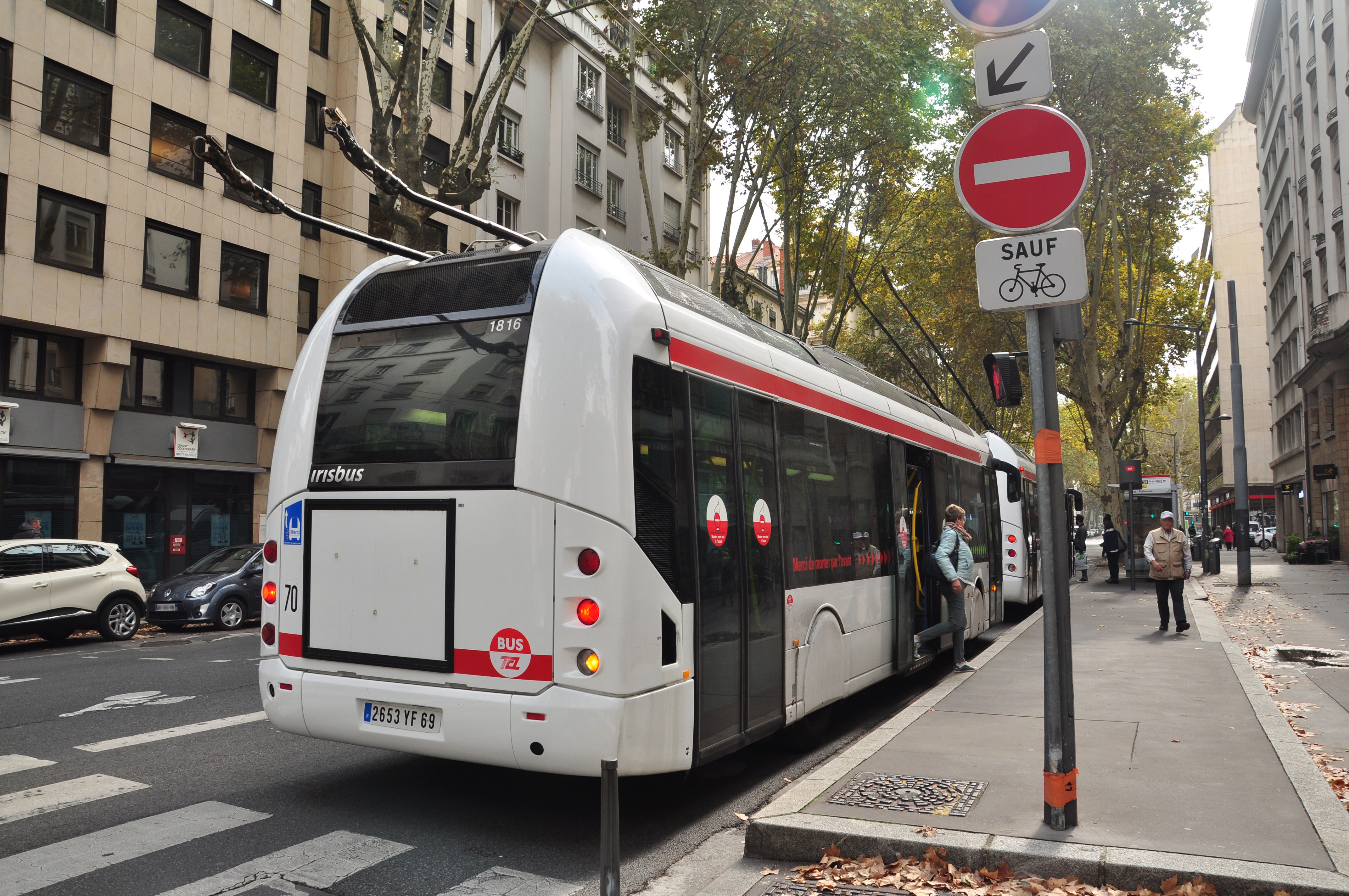
Тролейбус з автономним живленням у м. Ліон

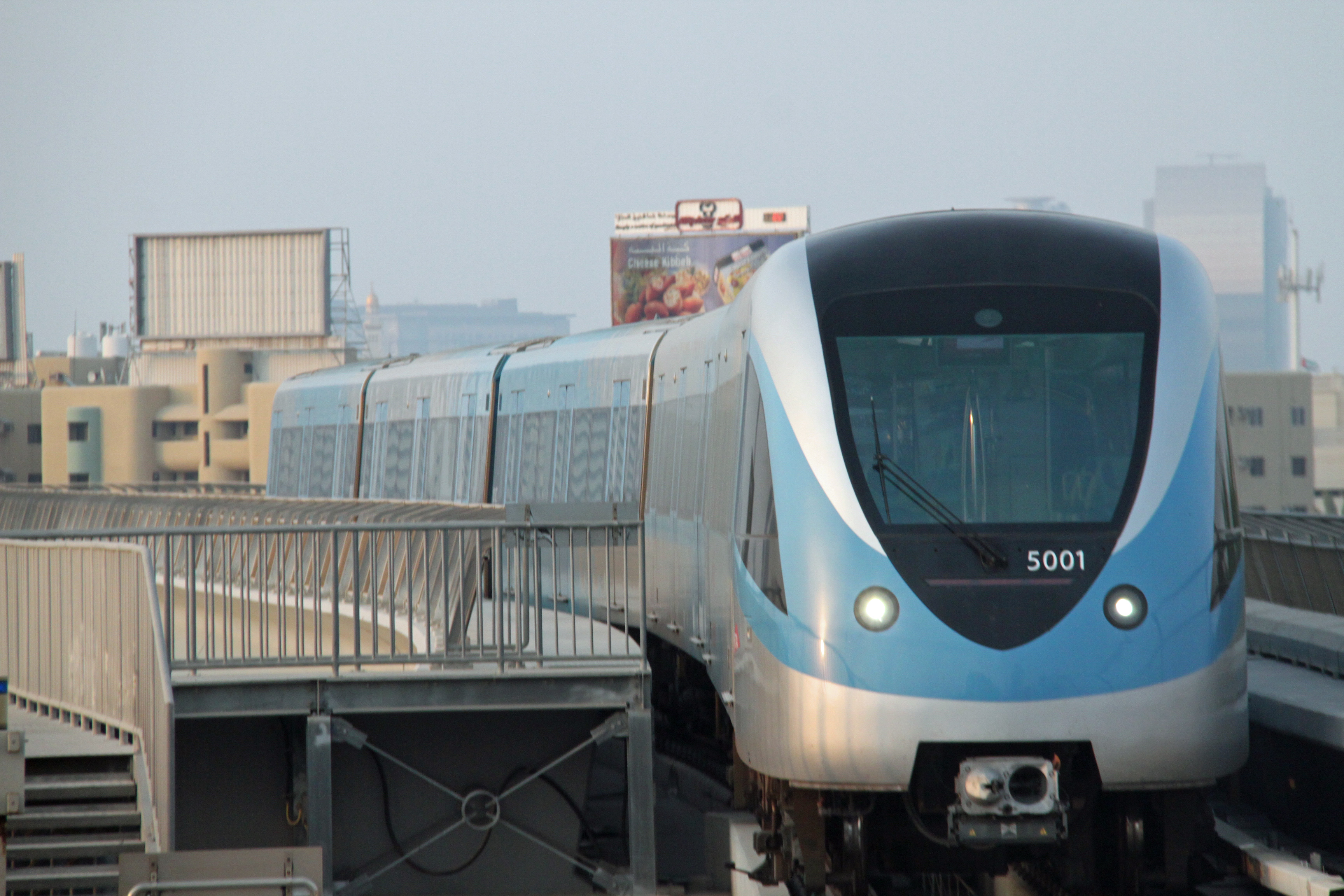
Безпілотний потяг метро у м. Дубай

Нерейковим або дорожнім чи колісним громадським транспортом є, зокрема, автобуси (і тролейбуси) з різними типами двигунів — від двигунів внутрішнього згоряння до електричних. На дальніх міжміських перевезеннях використовуються переважно автобуси з двигунами внутрішнього згоряння. Водночас на міських маршрутах можуть використовуватися також і автобуси з електричними двигунами, як-от тролейбуси та батарейні електробуси. Причому останніми роками у багатьох містах спостерігається тенденція поступової заміни дизельних автобусів на автобуси з електричними двигунами, що має на меті зменшення викидів шкідливих речовин та покращення екологічної ситуації.
Автобуси мало вимогливі до траси та можуть рухаються звичайними дорогами. Тому автобуси є провідним видом ГТ в сільській місцевості, у невеликих містах і селищах.
Тролейбус також може рухатися дорогами загального користування, а для живлення під час руху він потребує контактної мережі. Це накладає на нього певні обмеження, однак їх можна легко нівелювати встановленням додаткових батарей, які забезпечують тролейбус автономним живленням у 20—30 км та можуть підзаряджатися під час руху від контактної мережі. Така модель є найбільш збалансованою та дає змогу поєднати сильні сторони класичних тролейбусів та батарейних електробусів у одній системі. Великим плюсом такого підходу є відсутність необхідності витрачати час на підзарядку батарей на кінцевих зупинках, притаманної батарейним електробусам, завдяки чому рухомий склад може працювати більш ефективно.
Для більш ефективної роботи нерейкового громадського транспорту на міських вулицях та забезпечення його руху згідно з розкладом на найбільш завантажених вулицях необхідно облаштовувати виділені смуги громадського транспорту.

### Рейковий

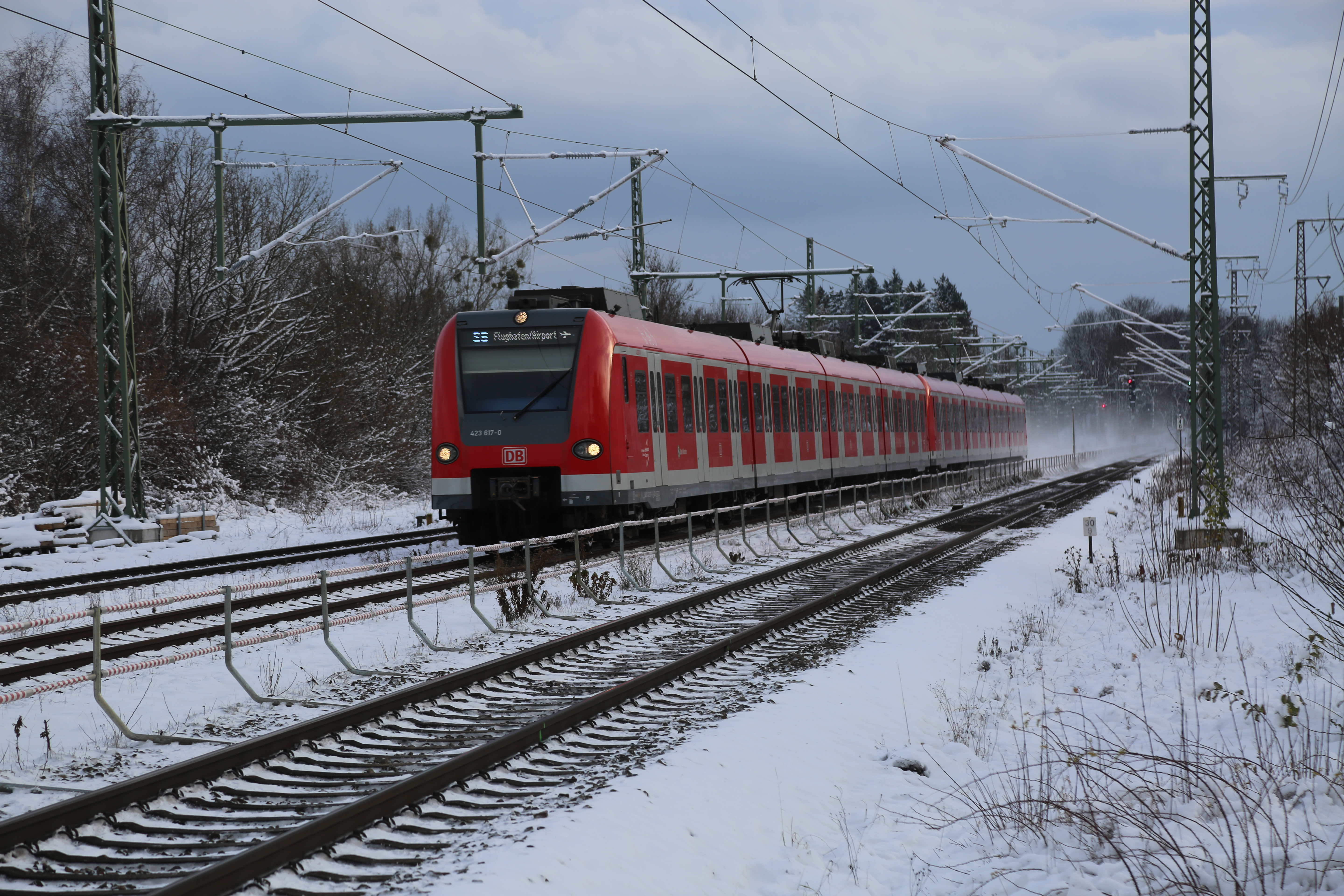
Міська електричка, Мюнхен

Провідною метою пасажирського рейкового транспорту є перевезення пасажирів по спеціально прокладеному шляху — колії. Поїзди мають високу перевізну здатність та високу середню швидкість руху за рахунок повного відокремлення від інших учасників руху, але потребують наявності інфраструктури та постійного обслуговування. Міським рейковим транспортом є трамвай, легкорейковий транспорт, приміська залізниця, фунікулер та метрополітен.

#### Трамвай

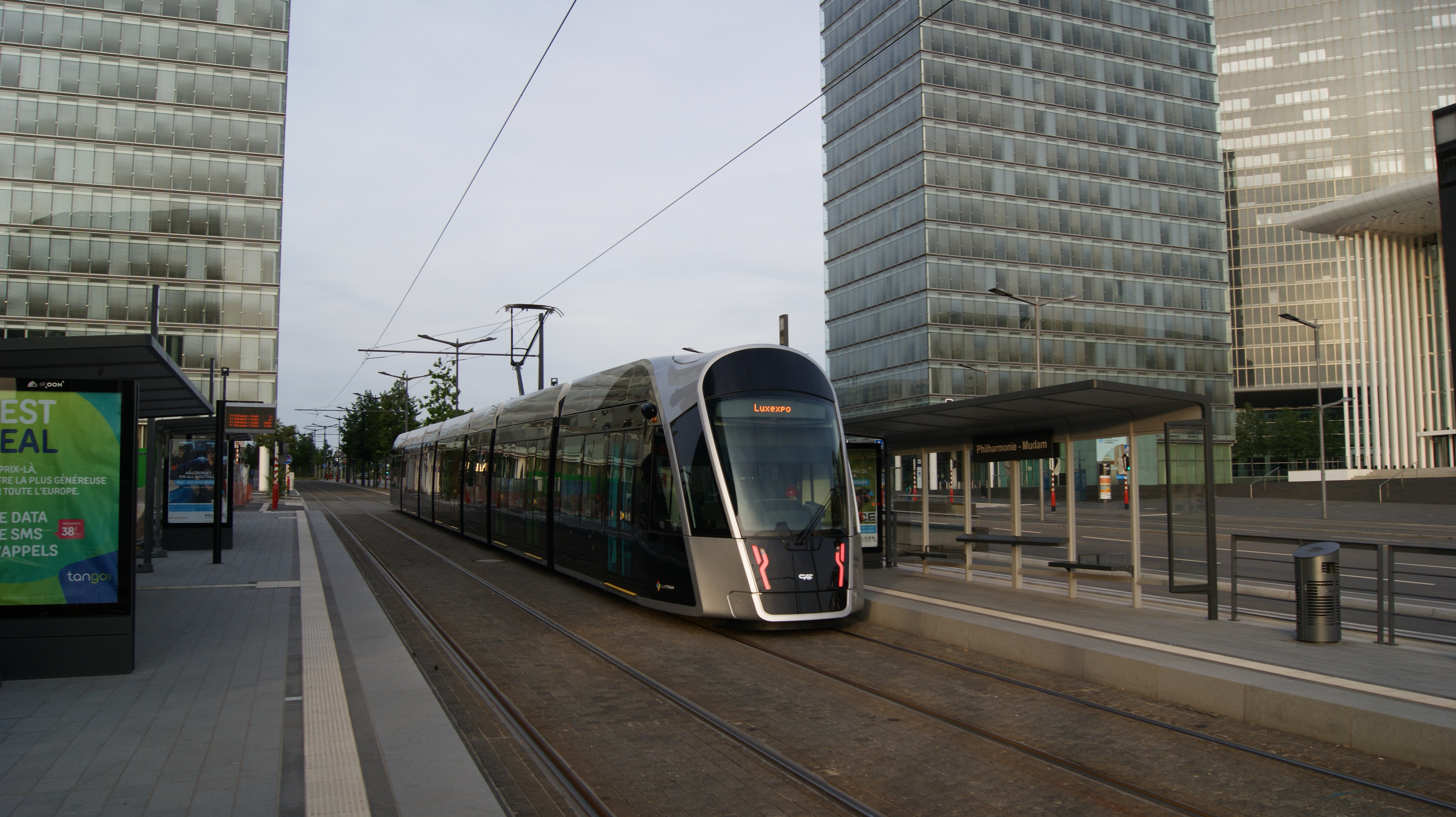
Трамвай у м. Люксембург

Трамвай є першим рейковим вуличним транспортом. Вони мають більшу місткість ніж автобуси, але меншу, ніж метрополітен чи залізниця. Легкорейковий транспорт є сучасним втіленням трамвая, він має відокремлену колію, завдяки цьому більшу швидкість.

#### Метрополітен
Метрополітен є електрифікованою міською пасажирською залізницею з високою пропускною спроможністю та дуже малим інтервалом руху. У районах щільної забудови метрополітен зазвичай прокладається під/над поверхнею землі. Поза центрами міст метрополітени мають транспортні розв'язки на поверхні землі.
Як транспортний засіб використовують електропотяг на рейках, але деякі мережі використовують магнітну левітацію або монорейку. Метрополітен має більшу швидкість й перевізну спроможність, ніж трамвай або легкорейковий транспорт, але меншу, ніж приміська залізниця. Він здатен транспортувати велику кількість людей на невелику відстань із малим землекористуванням. Варіантами метрополітену є монорейковий транспорт й легкорейковий транспорт, і гібрид із приміською залізницею є S-Bahn.
У багатьох містах світу використовують безпілотні системи метро, у яких рух потягів відбувається у автоматичному режимі без допомоги машиніста. Прикладами таких систем є метро міста Дубай та деякі гілки Міланського метрополітену.
Першою мережею метрополітену у світі є Лондонський метрополітен відкритий у 1863 році. Першою системою метро в Україні став Київський метрополітен, відкритий у 1960 році.
Ця технологія швидко розповсюдилась на інші міста Європи, пізніше на США. Ще пізніше Азія зазнала бум будівництва метрополітенів. Наразі 160 міст світу мають мережі метрополітену загальною довжиною понад 8000 км колії й 7000 станцій. Двадцять п'ять міст наразі будують метро.

#### Залізниця
Приміська залізниця є складовою часткою регіонального транспорту, вона пов'язує передмістя, села, селища з містом. Потяги зупиняються на всіх станціях, від маленького передмістя до центру міста. На станціях часто є автобусні транспортні розв'язки або перехоплювальні парковки. Періодичність може бути до декількох раз на годину. Приміська залізниця може бути частиною національної залізниці або експлуатуватися місцевими транспортними установами.
Міжміська залізниця обслуговує пасажирські перевезення на великих відстанях. Вона має декілька зупинок і високу середню швидкість, як правило, робить лише одну з декількох зупинок у місті. Ці перевезення також можуть бути міжнародними.

#### Високошвидкісний залізничний транспорт

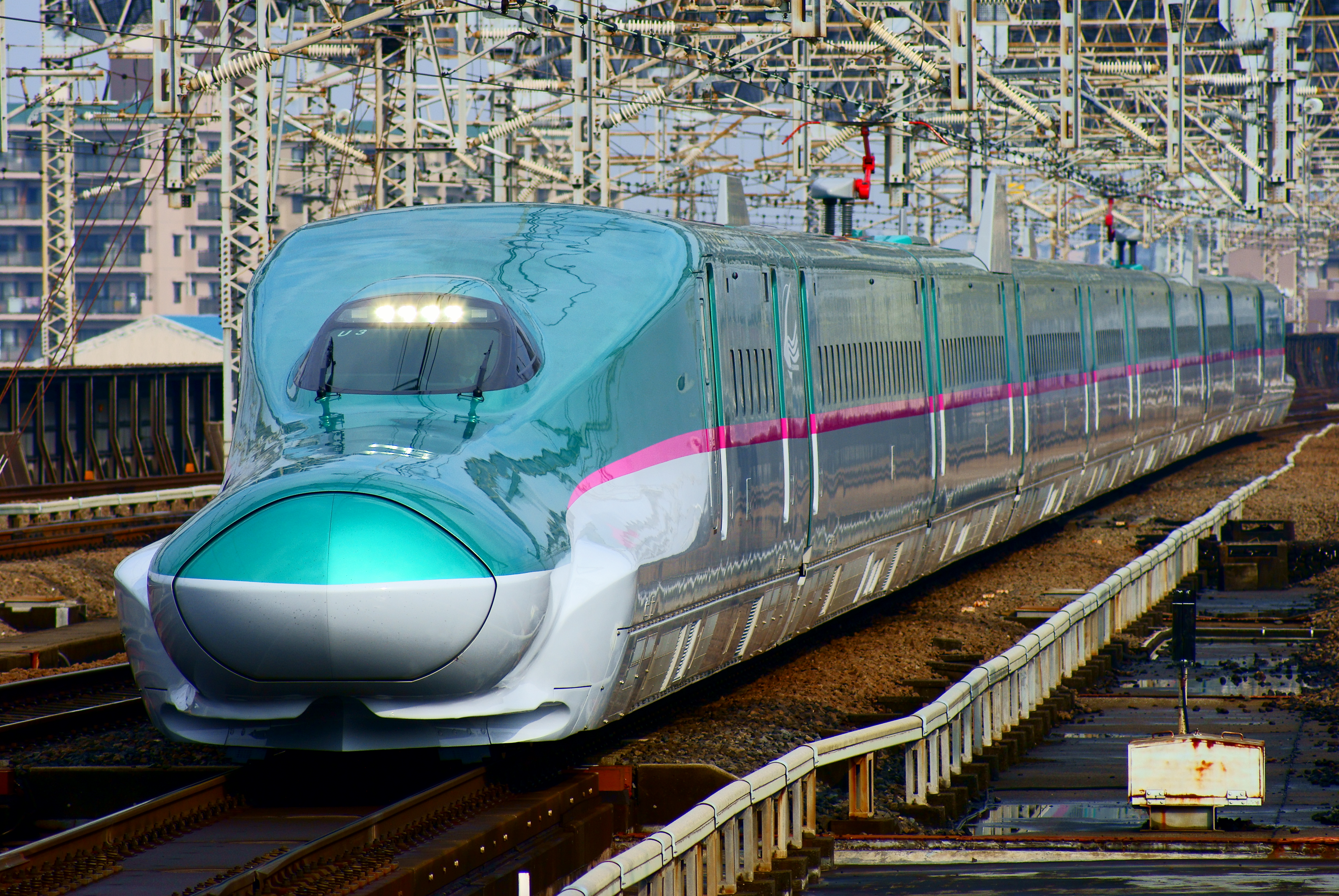
Швидкісний поїзд Сінкансен, Японія

Високошвидкісний залізничний транспорт — пасажирський залізничний транспорт який рухається в середньому зі швидкістю не менш 200 км/год. Першими у світі такі системи запустили у Японії. Зараз схожі системи працюють у багатьох країнах, переважно у Азії та Європі, де вони справляють дуже сильну конкуренцію авіатранспорту на відстанях до 500—600 км, оскільки, на відміну від аеропортів, вокзали зазвичай знаходяться прямо у місті, а для посадки на потяг можна прийти безпосередньо перед відправленням, а не за півтори години до нього, як це вимагають процедури безпеки у аеропортах.

### Водний
Пором — це човен або корабель, який використовується для перевезення (або переправляння) пасажирів, а інколи і їхніх транспортних засобів, через водоймища. Пасажирський пором із багатьма зупинками зветься річковий трамвай. Пороми є частиною державної транспортної системи багатьох прибережних міст й островів, він уможливлює пряме сполучення між точками при тому, що капітальні витрати набагато нижчі, ніж при експлуатації мостів або тунелів, попри нижчу швидкість. Поромне сполучення також задіяне на великих відстанях (наприклад, великі відстані у Середземному морі).

### Повітряний
Авіакомпанії займаються перевезенням пасажирів літаками між аеропортами. Авіамандрівка швидка, але потребує багато часу до і після польоту. Використовується при великих відстанях або нерозвиненості наземної інфраструктури інших видів транспорту.

### Транспортно-пересадкові вузли

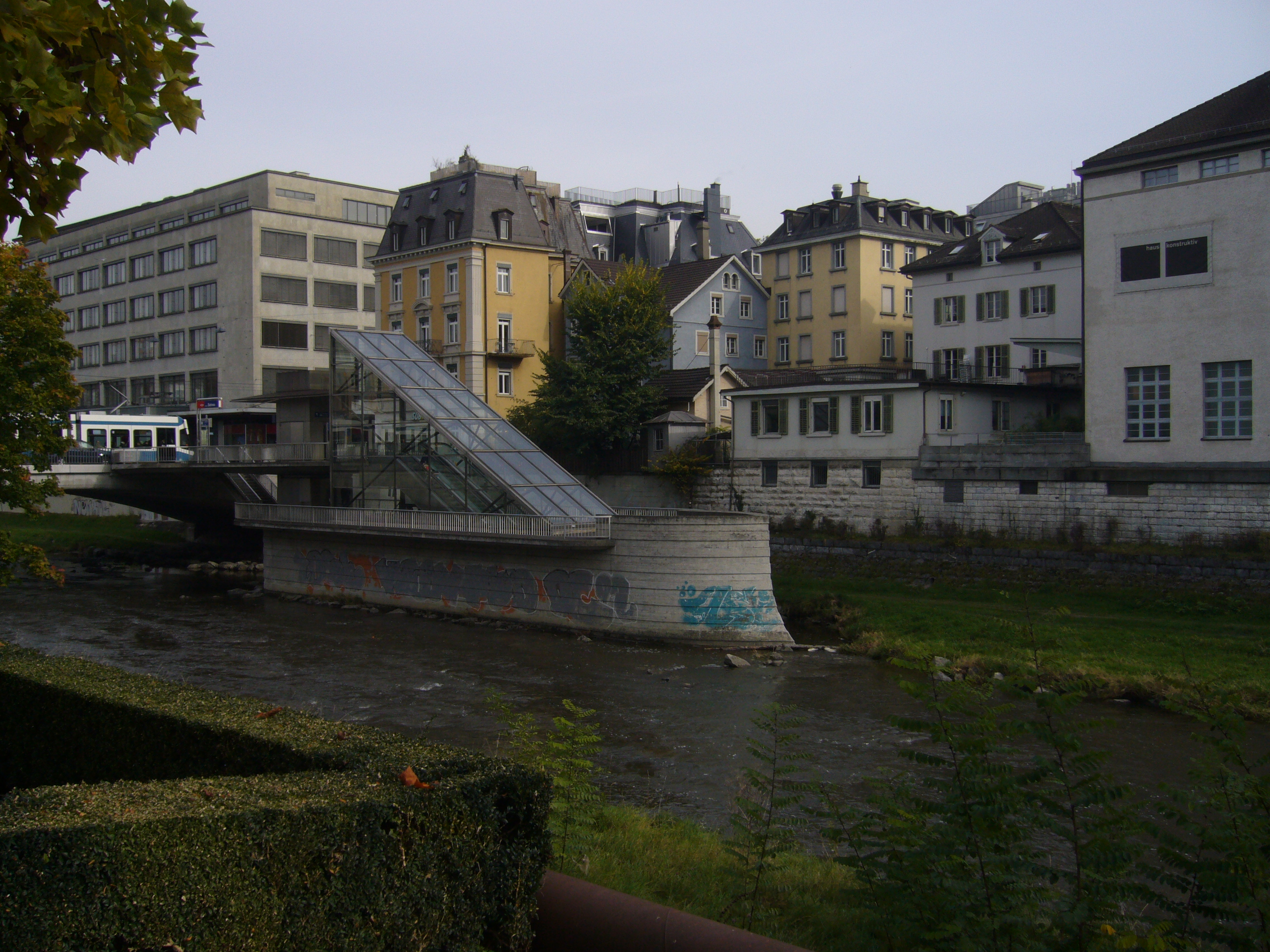
Станція Сельнау у м. Цюрих, на якій можна робити пересадку між трамваєм на приміський поїзд. Перони станції розташовані в тунелі під руслом річки Зіль

Транспортно-пересадковим вузлом (скор. ТПВ) є місце, де пасажир може змінити вид пересування. Більшість вузлів дає пішоходам можливість стати пасажирами (наприклад, автобусна зупинка) або ж здійснити пересадку з одного виду транспорту на інший, наприклад зі швидкісного міжміського поїзда на міський трамвай. Ознакою якісного планування транспортно-пересадкового вузла є максимальне скорочення відстані, яку необхідно пішки подолати пасажиру у процесі пересадки між різними видами транспорту. Це покращує орієнтування пасажирів, пришвидшує процес пересадки, а також робить його легшим для людей з інвалідністю. Для забезпечення потреб останніх також важливо враховувати вимоги до інклюзивності та безбар'єрності середовища.
Водночас кожна мережа має декілька центрів, які дають пасажирам змогу змінити транспорт. Це може бути зміна транспорту того ж різновиду, місцеві або міжміські перевезення (на кшталт центральних вокзалів).

## Порівняння різних типів

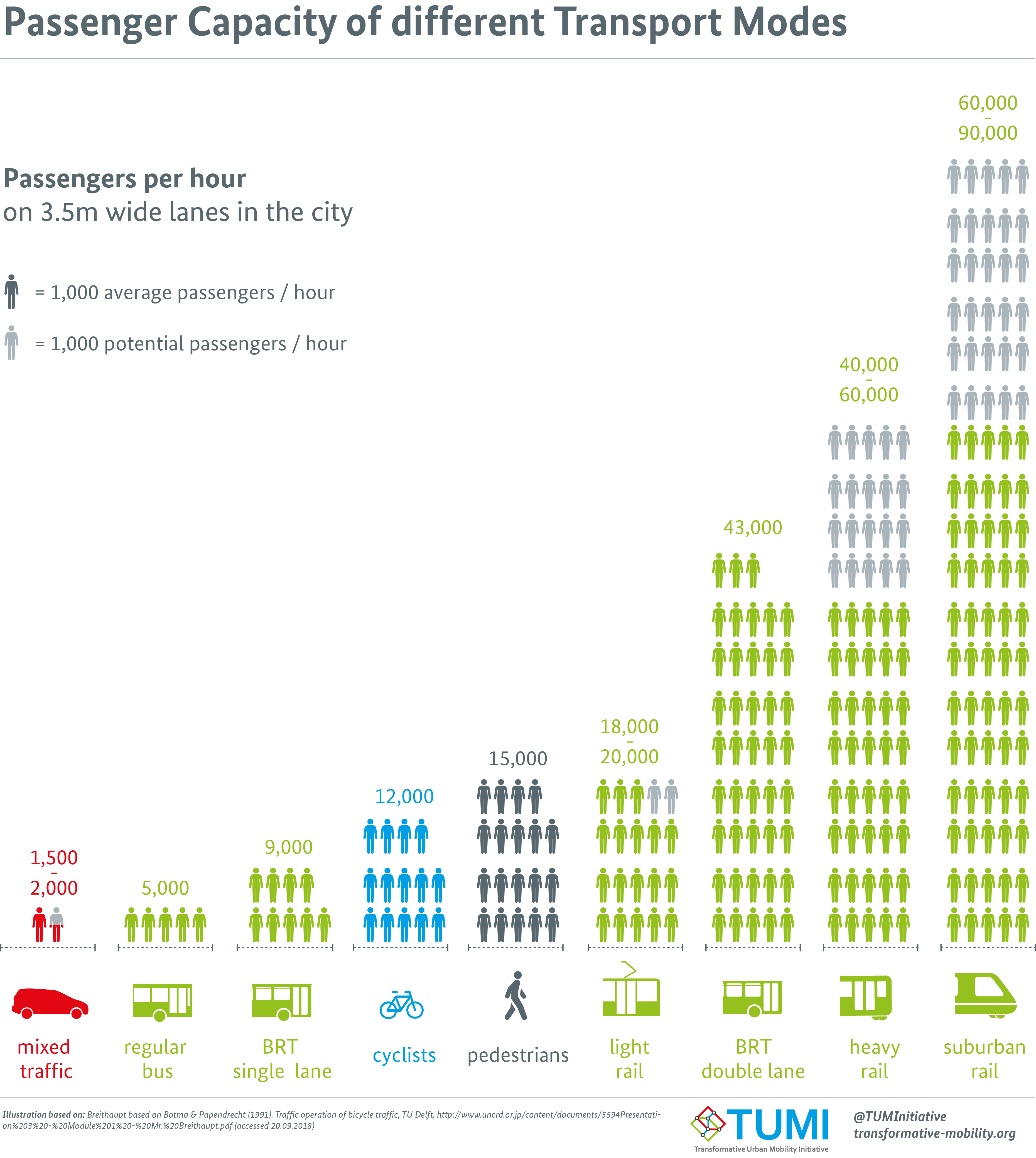
Порівняння ємності різних видів транспорту

Зручність використання різних видів громадського транспорту та його загальну привабливість описують сім критеріїв — швидкість, комфорт, безпека, вартість, близькість, своєчасність і прямолінійність. Швидкість розраховується на основі загального часу в дорозі з пересадками. Близькість означає, яку відстань пасажири повинні пройти пішки або іншим чином подолати, перш ніж вони зможуть почати поїздку громадським транспортом, і наскільки близько вони залишають їх до бажаного пункту призначення. Своєчасність — це те, скільки вони повинні чекати на транспортний засіб. Прямолінійність фіксує, наскільки поїздка громадським транспортом відхиляється від ідеального маршруту пасажира.
Обираючи між конкуруючими видами транспорту, багато людей сильно мотивуються прямими витратами (вартістю проїзду/ціною квитка до них) і зручністю, а також звичкою. Та сама людина індивід може прийняти втрачений час і статистично вищий ризик аварії в приватному транспорті разом із початковими, експлуатаційними витратами та вартістю паркування. Втрата контролю, обмеження простору, скупченість, високі швидкості/прискорення, висота та інші фобії можуть перешкоджати використанню громадського транспорту.
Фактичний час у дорозі в громадському транспорті стає менш важливим, якщо він передбачуваний і коли сама поїздка достатньо зручна (сидіння, туалети, послуги), і тому її можна запланувати та використати приємно, продуктивно або для відпочинку (на ніч). Пересування з водієм подобається багатьом людям, коли воно спокійне, безпечне, але не надто монотонне. Очікування, пересадки, зупинки та затримки, наприклад, через затори або з метою безпеки, викликають дискомфорт.

## Історія
Найпершими громадськими перевізниками є перші пороми. Цей вид перевезення є часткою грецької міфології, трупам у Давній Греції при поховані клали монету під їхній язик задля сплати перевізнику Харону для переправки їх в Аїд.
Історичними формами транспорту є диліжанс, що прямує певним маршрутом від трактиру до трактиру, і бурлаки, які перетягували пасажирські кораблі по каналах з XVII сторіччя.
Омнібус, перша впорядкована транспортна мережа створена у місті Нант, Франція, у 1826 році і в Лондоні в липні 1829 року.

### В Україні
У 1985 р. в Україні перевезення пасажирів усіма видами транспорту, зокрема залізничним, морським, річковим, авіаційним, частка метрополітену склала лише 4,4 %, трамвая — 12,1 %, тролейбуса — 18,0 % і автобуса — 58,6 %, таксі — 1,6 %.
У 1990 р. це співвідношення дещо змінилося. Питома вага метрополітену зросла й склала 4,5 %, трамвая — до 13,3 %, тролейбуса — до 21,3 %, автобуса — зменшилася до 55 %, таксі — зменшилася до 1,2 %.
У 1991 р. питома вага різних видів транспорту знову змінилася. Питома вага метрополітену зменшилася до 4,3 %, трамвая — залишилася рівною 13,3 %, тролейбуса — залишилася на тому самому рівні — 21,3 %, автобуса — зменшилася до 54,5 %, таксі — зросла на 0,2 % й склала 1,4 %. Тобто основними видами транспорту в Україні 1980—1990-х років були автобуси, тролейбуси і трамваї, частка яких разом склала 89,1 %.

## Операційна діяльність

### Інфраструктура
Увесь громадський транспорт використовує інфраструктуру: дороги, залізничні колії, повітряні чи морські шляхи. Інфраструктура може бути спільною з іншими видами транспорту, вантажним і приватним транспортом, або вона може бути призначена лише для громадського транспорту. Останнє особливо цінно у випадках, коли виникають проблеми з пропускною спроможністю приватного транспорту. Інвестиції в інфраструктуру є дорогими і складають значну частину загальних витрат на системи, які є новими або розширюються. Після будівництва інфраструктура потребуватиме витрат на експлуатацію та обслуговування, що додасть до загальної вартості громадського транспорту. Іноді уряди субсидують інфраструктуру, надаючи її безкоштовно, як це зазвичай буває з дорогами для автомобілів.

### Розклад

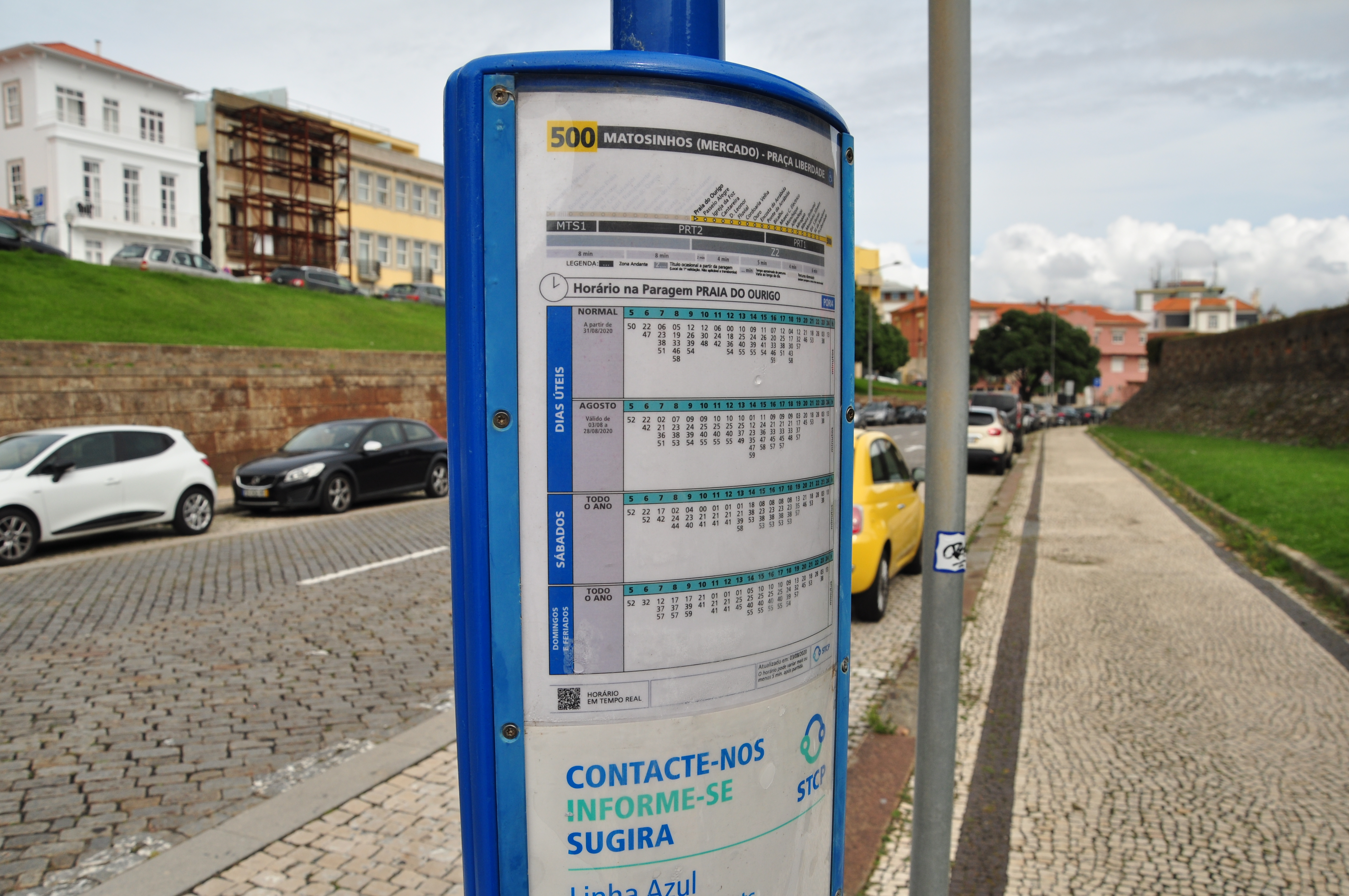
Розклад руху на автобусній зупинці у м. Порту

Розклади надаються транспортними операторами, щоб користувачі могли планувати свої подорожі. Вони часто доповнюються картами та схемами тарифів, щоб допомогти мандрівникам координувати свою подорож. Онлайн-планувальники маршрутів громадського транспорту допомагають спростити планування. Мобільні додатки доступні для багатьох систем громадського транспорту, які надають розклади та іншу інформацію про послуги, а в деяких випадках дають змогу придбати квитки, деякі дозволяють спланувати вашу подорож із часовими поясами тарифів, напр.
Послуги часто організовуються для роботи з регулярними інтервалами протягом дня або частини дня (відоме як тактовий розклад). Зазвичай більш часті рейси або навіть додаткові маршрути працюють у ранкові та вечірні години пік. Координація між службами в пунктах пересадки важлива для скорочення загального часу подорожі пасажирів. Це можна зробити, узгодивши маршрутні перевезення з основними маршрутами або встановивши фіксований час (наприклад, двічі на годину), коли всі автобусні та залізничні маршрути зустрічаються на станції та обмінюються пасажирами. Часто існує потенційний конфлікт між цією метою та оптимізацією використання транспортних засобів і водіїв.

### Фінансування

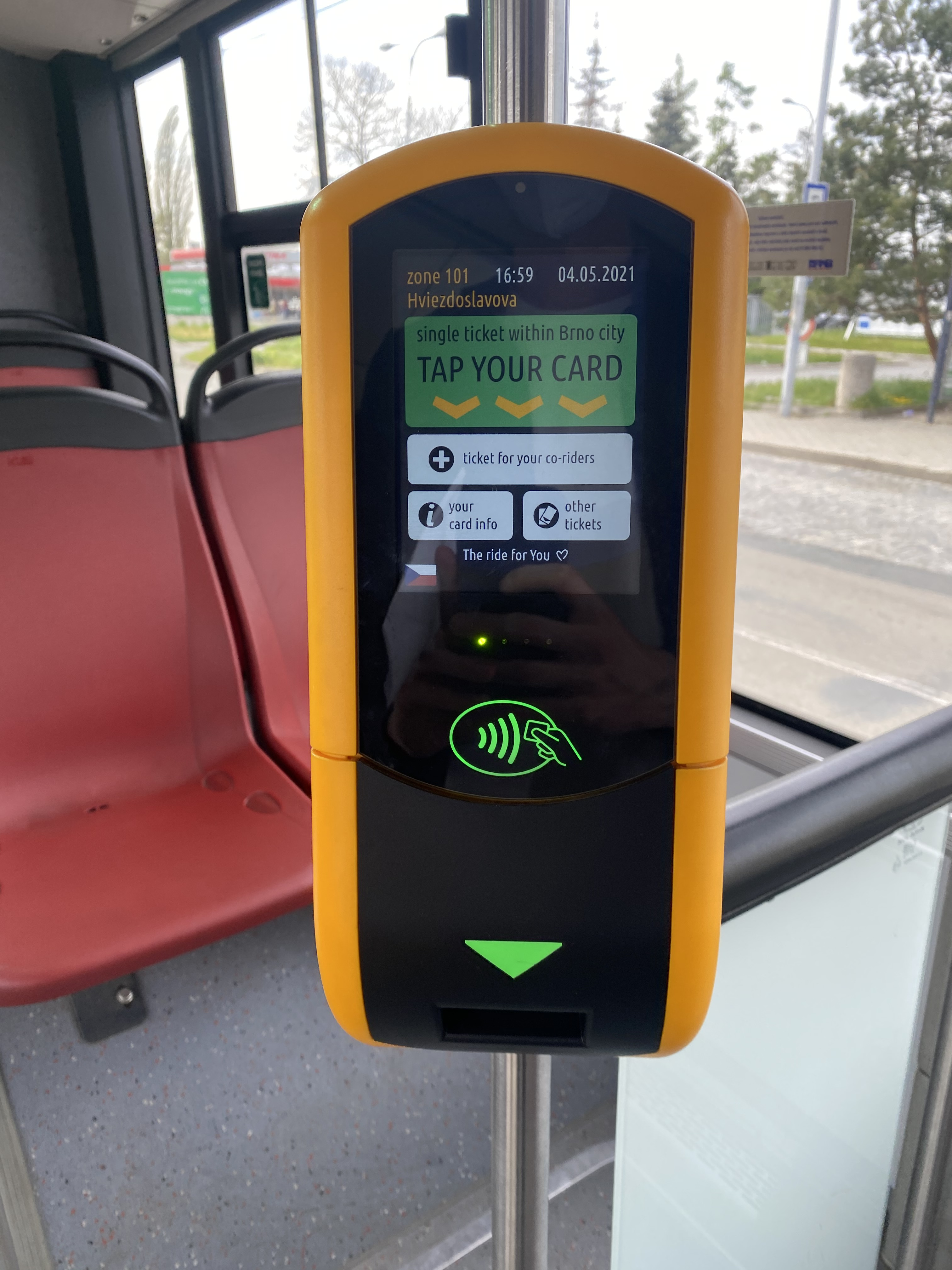
Безконтактний валідатор, Брно

Основними джерелами фінансування є виручка від квитків, державні чи муніципальні субсидії та реклама. Відсоток доходу з надходжень від пасажирів відомий як коефіцієнт окупності. Обмежений обсяг доходу може надходити від продажу землі та прибутку від оренди від магазинів і продавців, плати за паркування та оренди тунелів і смуг відведення для проведення волоконно-оптичних ліній зв'язку.

#### Тарифи та квитки
Більшість — але не весь — громадський транспорт вимагає придбання квитка, щоб отримати дохід для операторів. Квитки можна купити або заздалегідь, або під час поїздки, або перевізник може дозволити обидва способи. Пасажирам може бути виданий паперовий квиток, металевий чи пластиковий жетон, магнітна чи електронна картка (смарт-карта, безконтактна смарт-карта). Іноді квиток потрібно підтвердити, напр. паперовий квиток має бути проштампований, або електронний квиток має бути зареєстрованим.
Квитки можуть бути дійсними для одноразової (або зворотної) поїздки або дійсними в межах певної території протягом певного періоду часу. Вартість проїзду залежить від класу подорожі, або залежно від пройденої відстані, або на основі зонального ціноутворення.
Квитки, можливо, можуть проходити перевірку автоматично на платформі станції, під час посадки чи під час поїздки кондуктором. Оператори можуть контролювати всіх пасажирів, дозволяючи продавати квитки під час поїздки. Крім того, система підтвердження платежу дають водіям змогу заходити в транспортні засоби, не показуючи квитка, але пасажири можуть або не можуть контролюватися контролером квитків; якщо пасажир не надасть підтвердження оплати, оператор може оштрафувати пасажира в розмірі тарифу.
Багаторазові квитки дають змогу подорожувати більше одного разу. Окрім зворотних квитків, сюди входять часові абонементи, які дають змогу подорожувати певною територією (наприклад, місячні абонементи) або подорожувати певну кількість поїздок або кількість днів, які можна вибрати протягом тривалого періоду часу. Перепустки, призначені для туристів, що дозволяють безкоштовно або зі знижкою відвідувати багато туристичних визначних пам'яток, зазвичай включають нульову вартість проїзду в громадському транспорті в межах міста. Періодичні квитки можуть бути на певний маршрут (в обох напрямках) або на всю мережу. Безкоштовний проїзний квиток, який дозволяє безкоштовні та необмежені подорожі в межах системи, іноді надається певним соціальним секторам, наприклад, студентам, людям похилого віку, дітям, службовцям (квиток на роботу) та особам із фізичними чи розумовими вадами.
Послуги громадського транспорту за нульовою ціною повністю фінансуються іншими способами, ніж збір плати з пасажирів, як правило, за рахунок великих субсидій або комерційного спонсорства з боку підприємств. Кілька європейських міст середнього розміру та багато менших містечок у всьому світі перевели всі свої автобусні мережі на нульовий тариф. Єдина європейська столиця з безкоштовним громадським транспортом — Таллінн. Місцеві шатли з нульовою ціною або міські маршрути є набагато більш поширеними, ніж загальноміські системи. Існують також нульові квитки в аеропортах та університетські транспортні системи.

#### Дохід, прибуток і субсидії
Уряди часто вирішують субсидувати громадський транспорт із соціальних, екологічних чи економічних причин. Загальні мотиви включають бажання забезпечити транспортом людей, які не можуть користуватися автомобілем, а також зменшити затори, землекористування та автомобільні викиди.
Субсидії можуть мати форму прямих платежів за фінансово збиткові послуги, але підтримка може також включати непрямі субсидії. Наприклад, уряд може дозволити безкоштовне або знижене використання державної інфраструктури, як-от залізниці та дороги, щоб стимулювати економічну конкурентоспроможність громадського транспорту порівняно з приватним транспортом, який зазвичай також має безкоштовну інфраструктуру (субсидується через такі речі, як податки на газ). Інші субсидії включають податкові переваги (наприклад, авіаційне паливо зазвичай не оподатковується), допомогу компаніям, які, ймовірно, зазнають краху (часто застосовуються до авіакомпаній) і зниження конкуренції через схеми ліцензування (часто застосовуються до таксі та авіакомпаній). Приватний транспорт зазвичай субсидується опосередковано через безкоштовні дороги та інфраструктуру, а також заохочення для будівництва автомобільних заводів, а іноді безпосередньо через допомогу автовиробникам.
Схеми забудови землі можуть бути ініціалізовані, коли операторам надаються права використовувати землі поблизу станцій, депо чи колій для забудови. Наприклад, у Гонконзі MTR Corporation Limited і KCR Corporation отримують додатковий прибуток від забудови землі, щоб частково покрити витрати на будівництво міської залізничної системи.
Деякі прихильники громадського транспорту вважають, що використання капіталу платників податків для його фінансування зрештою заощадить гроші платників податків іншими способами, а отже, громадський транспорт, що фінансується державою, є вигідним для платника податків. Деякі дослідження підтверджують цю позицію, але вимірювання вигод і витрат є складним і суперечливим питанням. Відсутність громадського транспорту призводить до збільшення трафіку, забруднення та будівництва доріг для розміщення більшої кількості транспортних засобів, що обходиться платникам податків; тому забезпечення масового транспорту зменшить ці витрати.

### Безпека та захист
Порівняно з іншими видами транспорту громадський транспорт є безпечним (з низьким ризиком ДТП) і надійним (з низьким рівнем злочинності). Рівень травматизму та смертності у громадському транспорті становить приблизно одну десяту відносно автомобільного транспорту. У дослідженні 2014 року зазначено, що «у мешканців громад, орієнтованих на транспортний транспорт, кількість жертв ДТП на душу населення становить приблизно одну п'яту, відносно спільнот, орієнтованих на автомобільний транспорт», і що «у громадському транспорті також спостерігається нижчий загальний рівень злочинності, ніж у автомобільному транспорті, і покращення громадського транспорту може допомогти зменшити загальний ризик злочинності шляхом покращення нагляду та економічних можливостей для груп ризику».
Незважаючи на те, що системи громадського транспорту відносно безпечні та захищені, громадське уявлення про те, що системи транспорту небезпечні, зберігається. Дослідження 2014 року стверджує, що «різні фактори сприяють недооцінці переваг безпеки громадського транспорту, включаючи характер транзитних подорожей, драматичні новини про аварії та злочини на транспорті, повідомлення транспортних агентств, які ненавмисно наголошують на ризиках без надання інформації про загальну безпеку, та необ'єктивний аналіз безпеки руху».

## Вплив

### Доступність
Громадський транспорт — це засіб незалежного пересування для таких осіб:
- діти та підлітки, ще не мають права керувати автомобілем,
- люди похилого віку, які не мають доступу до автомобілів,
- люди, що не мають водійських прав,
- а також люди, які пересуваються в інвалідних візках.

Використання низькопідлогових автобусів, трамваїв та іншого транспорту значно покращує доступ для людей з обмеженими можливостями пересування. В останні десятиліття низька підлога була включена в сучасні конструкції транспортних засобів. В економічно незадовільних районах громадський транспорт збільшує індивідуальний доступ до транспорту, де приватні транспортні засоби недоступні.

### Вплив на довколишнє середовище
Див. також: Збалансований транспорт

Опитування Європейського Банку Розвитку показує, що більшість європейців бажає пріоритизації громадського транспорту у рамках реалізації політики зменшення шкідливих викидів.

Незважаючи на те, що тривають дискусії щодо справжньої ефективності різних видів транспорту, громадський транспорт, як правило, вважається значно більш енергоефективним, ніж інші форми подорожей. Дослідження Інституту Брукінгса та Американського інституту підприємництва в 2002 році показало, що громадський транспорт у США використовує приблизно половину палива, необхідного для автомобілів, позашляховиків і легких вантажівок. Крім того, у дослідженні зазначено, що «приватні транспортні засоби викидають приблизно на 95 відсотків більше чадного газу, на 92 відсотки більше летких органічних сполук і приблизно вдвічі більше вуглекислого газу та оксиду азоту, ніж громадські транспортні засоби на кожну пройдену пасажиро-милю».
Дослідження показали, що існує сильна обернена кореляція між щільністю міського населення та споживанням енергії на душу населення, і що громадський транспорт може сприяти збільшенню щільності міського населення, а отже, зменшити відстані подорожей і споживання викопного палива.

Прихильники зеленого руху зазвичай виступають за громадський транспорт, оскільки він забезпечує менше забруднення повітря порівняно з автомобілями. Дослідження, проведене в Мілані, Італія, у 2004 році під час і після страйку транспортників служить для ілюстрації впливу масового транспорту на навколишнє середовище. Проби повітря були відібрані між 2 і 9 січня, а потім перевірені на вміст метану, чадного газу, неметанових вуглеводнів (NMHCs) та інших газів, визначених як шкідливі для навколишнього середовища. На малюнку нижче наведено комп'ютерне моделювання, яке демонструє результати дослідження:
2 січня було показано найнижчі концентрації в результаті зниження активності в місті під час святкового сезону. 9 січня показали найвищі концентрації NMHC через збільшення активності транспорту в місті через страйк громадського транспорту.
Виходячи з переваг громадського транспорту, зелений рух вплинув на державну політику. Наприклад, штат Нью-Джерсі випустив Getting to Work: Reconnecting Jobs with Transit. Ця ініціатива намагається перемістити нові робочі місця в райони з більшою доступністю громадського транспорту. Ініціатива вказує на те, що використання громадського транспорту є засобом зменшення заторів на дорогах, надання економічного стимулу для районів переміщення робочих місць і, що найважливіше, сприяння зеленому середовищу шляхом зменшення викидів вуглекислого газу (CO2).
Використання громадського транспорту може призвести до зменшення вуглецевого сліду людини. 32-кілометрову (32 км) поїздку однієї людини туди й назад на автомобілі можна замінити громадським транспортом, що призведе до чистого скорочення викидів CO2 на 2200 кг на рік. Завдяки використанню громадського транспорту викиди CO2 зменшуються набагато більше, оскільки громадський транспорт може допомогти зменшити затори, а також сприяти більш ефективному використанню землі. Якщо врахувати всі три з них, то, за оцінками, щорічно буде зекономлено 37 мільйонів метричних тонн CO2. Інше дослідження стверджує, що використання громадського транспорту замість приватного в США в 2005 році скоротило б викиди CO2 на 3,9 мільйона метричних тонн і що в результаті зменшення заторів пояснюється додатковими збереженими 3,0 мільйонами метричних тонн CO2. Це загальна економія близько 6,9 млн метричних тонн на рік, враховуючи значення 2005 року.
Щоб порівняти енергетичний вплив громадського транспорту та приватного транспорту, необхідно розрахувати кількість енергії на пасажиро-кілометр. Причина необхідності порівняння витрат енергії на одну людину полягає в нормалізації даних для зручності порівняння. Тут одиниці вказано на 100 п-км (читаються як людино-кілометр або пасажиро-кілометр). З точки зору споживання енергії, громадський транспорт кращий, ніж індивідуальний транспорт. В Англії автобус і залізниця є популярними видами громадського транспорту, особливо в Лондоні. Залізниця забезпечує швидке пересування до Лондона та з нього, тоді як автобуси допомагають забезпечити транспорт у самому місті. Станом на 2006—2007 роки загальна вартість енергії лондонських поїздів становила 15 кВт·год на 100 кілометрів, приблизно в 5 разів більше, ніж у особистого автомобіля. Для автобусів у Лондоні це становило 32 кВт·год на 100 км пробігу, або приблизно в 2,5 рази менше, ніж у особистого автомобіля. Це стосується освітлення, депо, неефективності через пропускну спроможність (тобто поїзд чи автобус може не працювати на повну потужність у будь-який час) та інші неефективності. Ефективність транспорту в Японії в 1999 році становила 68 кВт·год на 100 п-км для особистого автомобіля, 19 кВт·год на 100 п-км для автобуса, 6 кВт·год на 100 п-км для залізниці, 51 кВт·год на 100 п-км для повітряного транспорту, і 57 кВт·год на 100 п-км для моря. Ці цифри з будь-якої країни можна використовувати в розрахунках порівняння енергії або оцінки життєвого циклу.
Громадський транспорт також є майданчиком для тестування екологічно чистих альтернатив палива, як-от транспортні засоби, що працюють на водні. Заміна матеріалів для створення легких транспортних засобів громадського транспорту з такими ж або кращими характеристиками підвищить екологічність транспортних засобів громадського транспорту, зберігаючи поточні стандарти або покращуючи їх. Інформування громадськості про позитивні наслідки використання громадського транспорту для навколишнього середовища на додаток до вказівки на потенційну економічну вигоду є важливим першим кроком до змін.

### Землекористування
Густонаселені райони зі змішаним землекористуванням сприяють щоденному використанню громадського транспорту, тоді як розростання міст вшир пов'язане зі спорадичним використанням громадського транспорту. Нещодавнє європейське опитування в багатьох містах виявило, що густонаселене міське середовище, надійні та доступні послуги громадського транспорту та обмеження моторизованих транспортних засобів у густонаселених районах міст допоможуть досягти настільки необхідного сприяння використанню громадського транспорту.
Міський простір є цінним товаром, і громадський транспорт використовує його ефективніше, ніж суспільство, де домінує автомобіль, що дає змогу містам будуватися більш компактно, ніж якби вони залежали від автомобільного транспорту. Якщо планування громадського транспорту є основою міського планування, це також змусить міста будуватися більш компактно, щоб забезпечити ефективне використання станцій і зупинок транспорту. Це водночас дозволить створити центри навколо хабів, які обслуговуватимуть щоденні комерційні потреби пасажирів та громадські послуги. Такий підхід значно зменшує розростання міст. Планування земель для громадського транспорту може бути складним, але саме державні та регіональні організації несуть відповідальність за планування та покращення доріг і маршрутів громадського транспорту. Оскільки ціни на державну землю стрімко зростають, необхідно розробити план найбільш ефективного використання землі для громадського транспорту, щоб створити кращі транспортні системи. Неефективне землекористування та погане планування призводить до зниження доступності роботи, освіти та охорони здоров'я.

### Соціальний вплив
Громадський транспорт руйнує соціальні та культурні бар'єри між людьми в суспільному житті. Важлива соціальна роль, яку відіграє громадський транспорт, полягає в забезпеченні того, щоб усі члени суспільства могли подорожувати, не ходячи пішки чи велосипедом, а не лише ті, хто має водійські права та доступ до автомобіля, до яких належать такі групи, як молодь, люди похилого віку, малозабезпечені та люди, яким заборонено керувати автомобілем. Автомобільна залежність — це назва, яку дають політики місцям, де ті, хто не має доступу до приватного транспортного засобу, не мають доступу до альтернативної мобільності. Ця залежність сприяє транспортному розриву.

## Ресурси Інтернету
- Міжнародний союз громадського транспорту [Архівовано 12 квітня 2011 у Wayback Machine.](англ.)
- European Local Transport Information Service [Архівовано 14 жовтня 2009 у Wayback Machine.](англ.)